# Trassenband

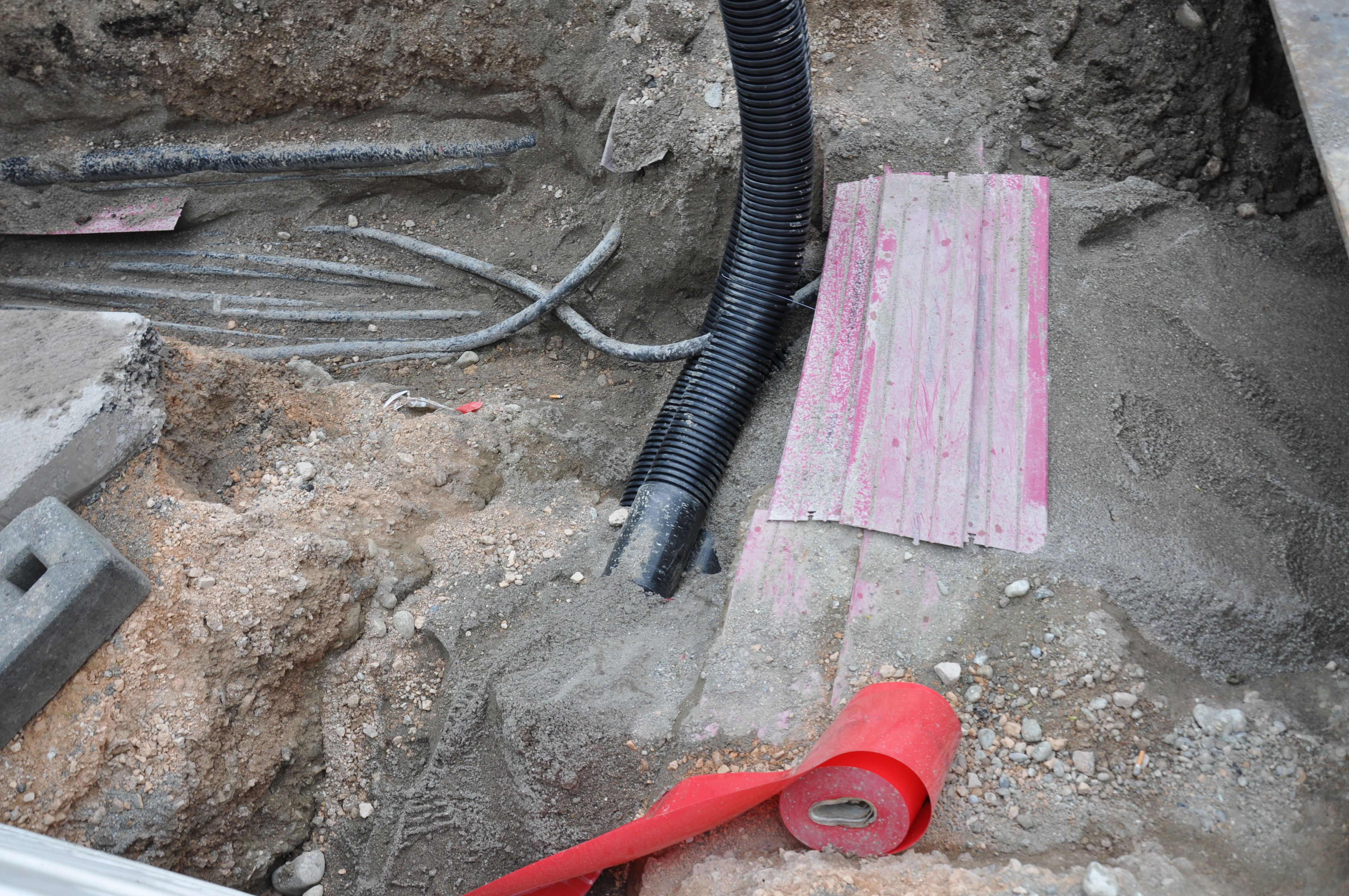
Unten ein Trassenband, daneben eine Ausführung in Kunststoffplatten

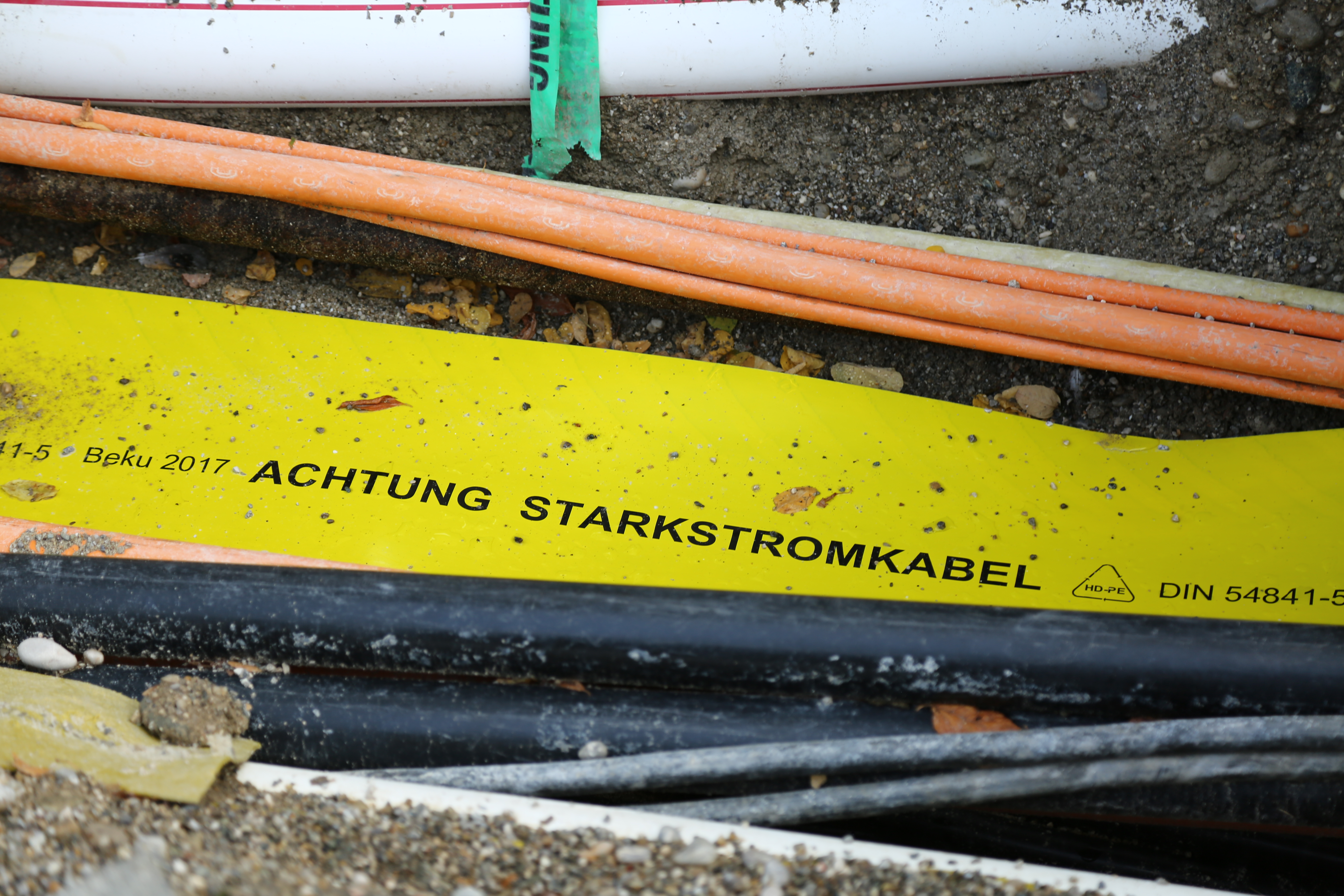
Warnband: Achtung Starkstromkabel

Als Trassenband oder Trassenwarnband bezeichnet man ein Polyethylen-Folienband, das zum Schutz von erdverlegten Kabeln oder Rohren und Rohrleitungen dient. Zu diesem Zweck wird es oberhalb der zu schützenden Materialien im Erdboden vergraben.
Die Trassenbänder gibt es, je nach Anwendungsbedarf, in verschiedenen Breiten, Längen, Grundfarben (gelb, blau, rot, grün) und Aufdrucktexten, die Aufschluss darüber geben, um welche Leitungsarten es sich handelt (z. B. „Achtung Starkstromkabel“, „Achtung Wasserleitung“ usw.). Bereits anhand der Farbe des Trassenbandes lässt sich erkennen, welche Art der Leitung darunter liegt: Erdkabel und Gasleitungen werden mit rotem oder gelbem, Trinkwasserleitungen mit blauem und Ab- und Regenwasserleitungen mit grünem Band markiert. In Deutschland ist es vorgeschrieben, erdverlegte Leitungen genau zu katalogisieren. Um den Schutz vor Beschädigungen zusätzlich zu erhöhen, ist der Gebrauch von Trassenbändern vorgeschrieben.
Bei Erdarbeiten stößt der Baggerfahrer oder Bauarbeiter dann zunächst auf das Band und ist gewarnt, dass sich darunter eine Leitung oder ein Kabel befindet. In Deutschland entstehen jährlich Kosten in Millionenhöhe, wenn bei Bauarbeiten Leitungen beschädigt werden und dadurch Wohn- oder Industriegebiete plötzlich ohne Wasser- oder Stromversorgung sind. Beschaffenheit und Aussehen der Trassenbänder sind in EU-Richtlinien vorgeschrieben.
Es gibt auch detektierbare Trassenbänder (Ortungsbänder), die mit Hilfe elektronischer Anzeigegeräte vor Beginn einer Baumaßnahme geortet werden können und es ermöglichen, den Verlauf einer Leitung ohne Erdarbeiten zu ermitteln.